# Mayakoba Golf Classic
De Mayakoba Golf Classic is een golftoernooi in Mexico, dat deel uitmaakt van de Amerikaanse PGA Tour. Het toernooi wordt telkens gespeeld op de El Camaleón Mayakoba Golf Club in Playa del Carmen.
Van 2007 tot en met 2012 vond het toernooi in dezelfde week plaats met het WGC-Accenture Match Play Championship. Daardoor levert het slechts de helft van de punten op voor de FedEx Cup.
De eerste editie werd in februari 2007 gespeeld en gewonnen door Fred Funk. Hij staat op de vierde plaats als oudste winnaar op de PGA Tour, hij was toen 50 jaar en 257 dagen.

## Winnaars
| Jaar | Winnaar           | Score | Score | Info                             |
| ---- | ----------------- | ----- | ----- | -------------------------------- |
| 2007 | Fred Funk po      | 266   | –14   | Na play-off tegen José Coceres   |
| 2008 | Brian Gay         | 264   | –16   |                                  |
| 2009 | Mark Wilson       | 267   | –13   |                                  |
| 2010 | Cameron Beckman   | 269   | –15   |                                  |
| 2011 | Johnson Wagner po | 267   | –17   | Na play-off tegen Spencer Levin  |
| 2012 | John Huh po       | 271   | –13   | Na play-off tegen Robert Allenby |
| 2013 | Harris English    | 263   | –21   |                                  |
| 2014 | Charley Hoffman   | 267   | –17   |                                  |

| Toernooirecord | po = play-off |